# Stowarzyszenie wędrujących dżinsów (powieść)
Stowarzyszenie Wędrujących Dżinsów – powieść Ann Brashares wydana w 2001 r. W 2005 roku na jej podstawie powstał film pod tym samym tytułem.

## Fabuła
Cztery dziewczyny urodzone w ciągu 17 dni pod koniec lata znają się od zawsze. Przez 15 lat nigdy nie rozstawały się na czas wakacji, jednak teraz po raz pierwszy czeka je rozłąka. Dziwnym trafem na ich drodze stają spodnie. Nie byle jakie dżinsy, które jedna z dziewcząt kupuje w sklepie z używaną odzieżą. Dżinsy okazują się magiczne. Pasują na każdą z czterech przyjaciółek mimo różnic w ich budowie. Dżinsy stają się ich wspólną własnością i łącznikiem pomiędzy nimi w czasie wakacji. Stowarzyszenie Wędrujących Dżinsów tworzą Tibby, Bridget, Carmen i Lena. Tibby Rollins, której prawdziwe imię brzmi Tabitha, to buntowniczka. Przyjaciółki nazywają ją Tib, Tibs lub Tibby. Bridget Vreeland – piłkarka o niesamowitych blond włosach. Nosi przezwisko Bee (,,pszczółka”). Carmen Lowell, zwana Carmą, to Portorykanka narzekająca na swoją figurę, a zwłaszcza na, w jej mniemaniu, zbyt dużą pupę. Lena Kaligaris to piękna Greczynka i delikatna artystka, uwielbiająca malować, szczególnie cudowne pejzaże. W gronie przyjaciółek jest znana jako Len lub Lenny.

## Kontynuacje
- Stowarzyszenie wędrujących dżinsów – rok później
- Stowarzyszenie wędrujących dżinsów – trzecie lato
- Stowarzyszenie wędrujących dżinsów – ostatnie lato